# 鳞砗磲
是帘蛤目砗磲蛤科砗磲蛤属的一种。主要分布于南海、新加坡、马来西亚、印度尼西亚、中国大陆、台湾，常生活在潮间带珊瑚礁间。